# Iris Berben
Iris Berben (Detmold, Renânia do Norte-Vestfália, 12 de Agosto de 1950) é uma atriz alemã, conhecida por seus papéis nas séries Rosa Roth (1994), Das Erbe der Guldenburgs (1987) e no telefilme Silberhochzeit (2006).
Iris é mãe do produtor cinematográfico Oliver Berben.

## Filmografia

### Cinema
- 1965: Noch und Nöcher
- 1969: Der Mann mit dem Glasauge
- 1969: Detektive
- 1970: Stehaufmädchen
- 1970: Zwei Companeros
- 1980: Ach du lieber Harry
- 1983: Schwarzfahrer
- 1984: Tapetenwechsel
- 1986: Das Mißverständnis
- 1987: Traumschiff Mexico
- 1988: Drei D
- 1990: Das Geheimnis des gelben Geparden
- 1991: Froschkönig (Zabí král)
- 1991: St. Petri Schnee
- 1992: Cosimas Lexikon
- 1993: Im Himmel hört Dich niemand weinen
- 1994: Tod in Miami
- 1995: Rennschwein Rudi Rüssel
- 1996: Peanuts – Die Bank zahlt alles
- 1996: Kondom des Grauens
- 1997: Der stille Herr Genardy
- 1998: Living Dead
- 1998: Frau Rettich, die Czerni und ich
- 1998: Bin ich schön?
- 2000: Gefährliche Träume – Das Geheimnis einer Frau
- 2002: 666 – Traue keinem, mit dem du schläfst!
- 2008: Buddenbrooks
- 2009: Es kommt der Tag
- 2012: Anleitung zum Unglücklichsein
- 2014: Miss Sixty
- 2015: Traumfrauen
- 2015: Alki Alki
- 2016: Eddie the Eagle – Alles ist möglich
- 2016: Shakespeares letzte Runde
- 2016: Conni & Co
- 2017: Conni & Co 2 – Das Geheimnis des T-Rex
- 2017: Jugend ohne Gott
- 2017: High Society
- 2017: Wo sie ist
- 2018: Der Vorname
- 2022: Triangle of Sadness
- 2022: Der Nachname
- 2023: Paradise

### Telefilmes e séries de TV
- 1969: Brandstifter
- 1971: Supergirl – Das Mädchen von den Sternen
- 1971: Der Fall Eleni Voulgari
- 1974: Abschied vom Abschied
- 1976: Das Fräulein von Scuderi
- 1981: Die Baronin
- 1988: Das Viereck
- 1988: Tagebuch für einen Mörder
- 1989: Karambolage
- 1992: Verflixte Leidenschaft
- 1992: Das große Fest
- 1993: Christinas Seitensprung
- 1996: Der gefälschte Sommer
- 1998: Vergewaltigt – Eine Frau schlägt zurück
- 1998: Andrea und Marie
- 1998: Das Miststück
- 1999: Die Zauberfrau
- 1999: Der Solist – Kein Weg zurück]]
- 1999: Todsünden – Die zwei Gesichter einer Frau
- 2000: Das Teufelsweib
- 2001: Ein mörderischer Plan
- 2002: Fahr zur Hölle, Schwester!
- 2002: Wer liebt, hat Recht
- 2002: Die schöne Braut in Schwarz
- 2003: Dienstreise – Was für eine Nacht
- 2004: Das Kommando
- 2004: Schöne Witwen küssen besser
- 2005: Die Patriarchin
- 2006: Silberhochzei
- 2006: Die Mauer – Berlin ’61
- 2007: Afrika, mon amour
- 2007: Frühstück mit einer Unbekannten
- 2007: Duell in der Nacht
- 2008: Der russische Geliebte
- 2008: Gott schützt die Liebenden
- 2008: Kommissar Süden und das Geheimnis der Königin
- 2009: Krupp - Eine deutsche Familie
- 2009: Tiger-Team – Der Berg der 1000 Drachen
- 2010: Kennedys Hirn
- 2010: Die Prinzessin auf der Erbse
- 2010: Meine Familie bringt mich um!
- 2011: Niemand ist eine Insel
- 2011: Liebesjahre
- 2013: Die Kronzeugin – Mord in den Bergen
- 2013: Stille
- 2013: Ein weites Herz – Schicksalsjahre einer deutschen Familie
- 2014: Der Wagner-Clan. Eine Familiengeschichte
- 2014: Sternstunde ihres Lebens
- 2014: Das Zeugenhaus
- 2015: Die Eisläuferin
- 2015: Die Neue
- 2016: Familie!
- 2018: Alt, aber Polt
- 2019: Hanne
- 2020: Lang lebe die Königin
- 2020: Nicht tot zu kriegen
- 2020: Mein Altweibersommer
- 2020: Das Unwort
- 2020: Altes Land (Mehrteiler)
- 2022: Und dann steht einer auf und öffnet das Fenster